# Sistema da combattimento Typhon
Il sistema da combattimento Typhon è un programma missilistico che la US Navy avviò alla fine degli anni cinquanta con lo scopo di sostituire i missili terra-aria imbarcati della serie 3-T (ovvero RIM-2 Terrier, RIM-8 Talos e RIM-24 Tartar).
A causa dei suoi alti costi, nonché della sua estrema complessità, il programma venne cancellato nel dicembre 1963, e le tecnologie sviluppate confluirono nei nuovi sistemi RIM-66 Standard e RIM-67 Standard.

## Storia
A partire dal 1958, i vertici della marina statunitense iniziarono a sentire la necessità di un sistema terra-aria imbarcato che andasse oltre quello disponibile all'epoca. Infatti, ci si rese conto che il cosiddetto 3-T poteva essere facilmente saturato da un attacco di massa, proprio per la natura del sistema di guida (puntamento radar con illuminatore di bersagli) che permetteva di ingaggiare un numero di bersagli piuttosto basso.
Si pensò quindi ad una soluzione nella quale i segnali radar fossero sempre ricevuti dal missile, ma processati sulle navi: queste, equipaggiate con un radar a scansione elettronica AN/SPG-59, erano dotate di una potenza di calcolo decisamente maggiore. Il radar, inoltre, poteva inseguire bersagli multipli.
Questo programma, ricevette varie denominazioni. Quella definitiva fu Typhon, visto che le precedenti (Super Talos e Super Tartar) avrebbero potuto generare confusione con i programmi di aggiornamento dei missili omonimi, che il Typhon si proponeva di sostituire.
Il programma prevedeva la realizzazione di due missili distinti, chiamati inizialmente SAM-N-8 e SAM-N-9, e poi, dopo la riforma delle designazioni missilistiche del 1963, RIM-50 Typhon LR e RIM-55 Typhon MR. I due missili costituivano la componente, rispettivamente, a lungo ed a medio raggio del sistema.
Tutto il programma venne cancellato nel dicembre 1963, a causa della sua complessità e dei costi.
Il sistema di controllo, comunque, venne installato sulla USS Norton Sound, che era stata radiata il 10 agosto 1963 e trasferita a Baltimora. Il 20 giugno 1964, dopo il completamento della conversione, l'unità navale tornò in servizio. Con questo allestimento, per diversi mesi vennero effettuate valutazioni sul sistema d'arma. Nel 1966, a causa della discontinuità di prestazioni del sistema, tutte le componenti del Typhon vennero rimosse.